# Иткуль (озеро, Чулымский район)
Иткуль — пресноводное озеро в России, расположенное в Восточно-Барабинской низменности в центральной части Чулымского района Новосибирской области, к западу от озера Сектинского, в левобережье среднего течения реки Чулым. Город Чулым находится в 3 км к северо-западу.

## Общие сведения
Озеро вытянуто с востока на запад и имеет две котловины: западную и восточную. Они соединены между собой проливом шириной 130 метров. Восточный плёс примерно в пять раз больше западного. Высота над уровнем моря — 141 м. Площадь озера — 23 км² (по другим данным — 16 км² или 15 км²), водосборная площадь — 124 км². Длина с запада на восток составляет около 8,7 км, ширина в восточной части достигает 4,1 км.

## Описание
Значительных притоков не имеет. Острова отсутствуют. Берега пологие, низкие, заросшие камышом, осокой и тростником, в значительной мере заболочены на востоке и западе. Во время весенних паводков имеет сток в Чулым через болото, расположенное на западе. Вдоль северного берега проходит участок железной дороги Омск — Новосибирск, ещё севернее — автомобильная дорога федерального значения Р254 Иртыш. На северном берегу расположено село Иткуль, на южном — Новоиткульское.
В озере имеются значительные запасы сапропеля. Озеро богато рыбой. Во время Великой Отечественной войны на озере функционировало рыбно-промысловое хозяйство, которое занималась ловом рыбы. В советское время на озере были попытки зарыбления, выпускался амурский карась. А в 2022 году в озеро было выпущено 2,8 миллиона личинок пеляди.
Рядом с озером находится единственный исторический памятник Чулымского района, сохранившийся до наших дней — водонапорная башня возле железнодорожного вокзала, построенная в 1893 году, которую использовали для заправки паровозов. Она соединялась чугунными трубами с насосной станцией на берегу Иткуля. Воду брали из озера, фильтровали и под напором подавали в Чулым.
На восточной стороне озера были собраны предметы керамики, датированной ранним железным веком (IX-VII век до н.э). Также были найдены археологические памятники от эпохи неолита до середины II тысячелетия.